# Cyrtophora diazoma
Cyrtophora diazoma är en spindelart som först beskrevs av Tord Tamerlan Teodor Thorell 1890.  Cyrtophora diazoma ingår i släktet Cyrtophora och familjen hjulspindlar. Inga underarter finns listade i Catalogue of Life.